# 新貝町 (浜松市)
新貝町（しんがいちょう）は静岡県浜松市中央区の町名。丁番を持たない単独町名である。住居表示未実施。

## 地理
浜松市中央区の東部に位置する。東で磐田市竜洋中島・宮本、西で飯田町及び下飯田町、南で大塚町、北で鶴見町と接する。

### 河川
- 天竜川
- 安間川

### 学区
小学校・中学校の学区は以下の通りである。
- 浜松市立飯田小学校
- 浜松市立東部中学校

## 歴史

### 町名の由来
蒲神明宮に奉納する御神酒をつくる所、新加微（しんかみ）が転化して新貝になったといわれる。また、蒲御厨として新しく開拓したところから新開とも言われた。

### 沿革
- 1889年（明治22年）4月1日 - 町村制の施行により、長上郡新貝村・庄屋村・安富村が周辺の村と合併し、長上郡飯田村となる[WEB 8]。旧村名は飯田村の大字として残る[書籍 2]。
- 1896年（明治29年）4月1日 - 郡制の施行により、飯田村の所属郡が浜名郡に変更となる。
- 1954年（昭和29年）7月1日 – 飯田村が浜松市に編入される。
- 1956年（昭和31年） - 大字新貝が大字庄屋及び大字安富を編入し、新貝町へ住所表記を変更する[WEB 9]。
- 2007年（平成19年）4月1日 - 浜松市が政令指定都市となる。新貝町は南区の一部となる。
- 2024年（令和6年）1月1日 - 浜松市の行政区再編により、新貝町は中央区の一部となる。

## 施設
- 浜松市中央卸売市場
- 浜松ホトニクス 新貝工場
- スズキ金型工場
- 新貝六所神社

## 交通

### バス
- 遠鉄バス
  - 6大塚線：（浜松駅 方面 - ）新貝住宅
  - 91鶴見線：（浜松駅 方面 - ）新貝町（ - 大塚町内区間） - 新貝住宅

### 道路
- 静岡県道313号笠井飯田線（飯田街道）
- 浜松市道飯田鶴見線（市場通り）

## その他

### 警察
警察の管轄区域は以下の通りである。
| 番・番地等 | 警察署       | 交番・駐在所 |
| ---------- | ------------ | ------------ |
| 全域       | 浜松東警察署 | 鶴見交番     |

### 消防
消防の管轄区域は以下の通りである。
| 番・番地等 | 消防署   | 本署/出張所 |
| ---------- | -------- | ----------- |
| 全域       | 南消防署 | 芳川出張所  |

### 書籍
1. ↑  『わが町文化誌 輝くいなほ はたの音』浜松市立東部公民館、1988年3月31日、47頁。
2. ↑  『浜松市史 三』浜松市役所、1980年3月26日、176頁。

### WEB
1. ↑  “h02_22.csv”.   総務省 (2022年2月10日). 2024年7月28日閲覧。
2. ↑  “chuouku_menseki.xlsx”.   浜松市 (2024年3月12日). 2024年7月28日閲覧。
3. ↑  “静岡県 浜松市中央区 新貝町の郵便番号 - 日本郵便”.   日本郵便. 2025年2月15日閲覧。
4. ↑  “市外局番の一覧”.   総務省 (2022年3月1日). 2024年7月28日閲覧。
5. ↑  “事業所案内及び管轄地域（事務所3件、分室3件）”.   一般社団法人静岡県自動車会議所. 2024年7月28日閲覧。
6. ↑  “住居表示実施状況／浜松市”.   浜松市 (2024年1月4日). 2024年7月28日閲覧。
7. ↑  “学校名から探す／浜松市”.   浜松市 (2024年1月1日). 2024年7月28日閲覧。
8. ↑  “historyofcities.pdf”.   静岡県総務部合併推進室・財団法人静岡県市町村振興協会. 2024年9月20日閲覧。
9. ↑  “解説ページ”.   株式会社エア. 2024年10月5日閲覧。
10. ↑  “鶴見交番｜静岡県警察”.   静岡県警察 (2024年1月1日). 2024年7月28日閲覧。
11. ↑  “消防署の町別管轄「し」／浜松市”.   浜松市 (2024年3月21日). 2024年7月28日閲覧。